# 蒙皮尼耶
蒙皮尼耶（法語：Montpinier，法語發音：[mɔ̃pinje]）是法国奥克西塔尼大区塔恩省的一个市镇，属于卡斯特尔区。

## 地理
蒙皮尼耶（43°40'39"N, 2°12'9"E）面积7.6 平方千米，位于法国奧克西塔尼大區塔恩省，该省份为法国南部内陆省份，北起顺时针与阿韦龙省、埃罗省、奥德省、上加龙省和塔恩-加龙省接壤。
与蒙皮尼耶接壤的市镇（或旧市镇、城区）包括：卡斯特爾、容基耶尔、拉布尔贝讷、洛特雷克、蒙法、佩雷古、圣热尔米耶。

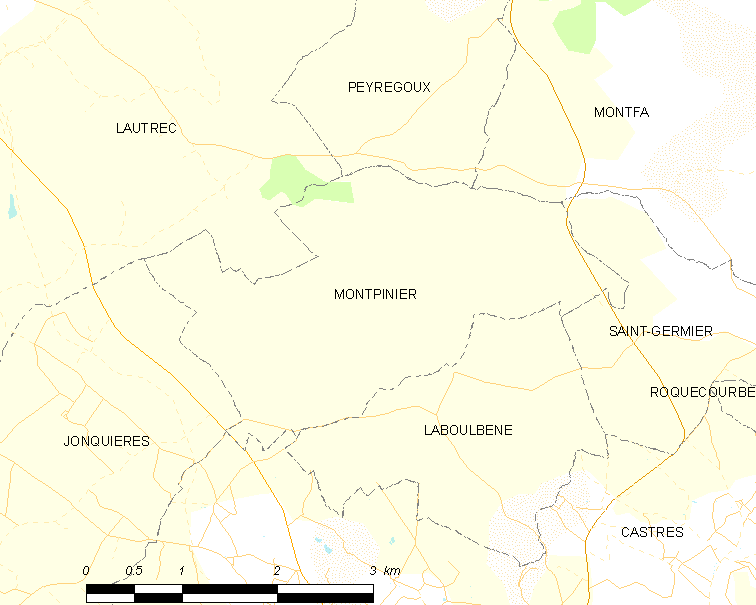
蒙皮尼耶的OSM定位图

蒙皮尼耶的时区为UTC+01:00、UTC+02:00（夏令时）。

## 行政
蒙皮尼耶的邮政编码为81440，INSEE市镇编码为81181。

## 政治
蒙皮尼耶所属的省级选区为阿古平原县。

## 人口

1962-2008年间蒙皮尼耶人口变化图示

蒙皮尼耶于2022年1月1日时的人口数量为186人。